# Сандіс Озоліньш
Сандіс Озоліньш (латис. Sandis Ozoliņš; 3 серпня 1972, м. Сігулда, СРСР) — латвійський хокеїст, захисник. 
Виступав за «Динамо» (Рига), «Старс» (Рига), «Канзас-Сіті Блейдс» (ІХЛ), «Сан-Хосе Шаркс», «Колорадо Аваланш», «Кароліна Гаррікейнс», «Флорида Пантерс», «Анагайм Дакс», «Нью-Йорк Рейнджерс», «Вустер Шаркс» (АХЛ), «Атлант» (Митищі).
В чемпіонатах НХЛ — 875 матчів (167+397), у турнірах Кубка Стенлі — 137 матчів (23+67).
У складі національної збірної Латвії учасник зимових Олімпійських ігор 2002 і 2006 (6 матчів, 1+7), учасник чемпіонатів світу 1998, 2001 і 2002 (16 матчів, 3+8). У складі молодіжної збірної Латвії учасник чемпіонатів світу 1991 і 1992. 
Досягнення
- Володар Кубка Стенлі (1996), фіналіст (2003)
- Учасник матчу всіх зірок НХЛ (1994, 1997, 1998, 2000, 2001, 2002, 2003)
- Учасник матчу усіх зірок КХЛ (2010, 2011, 2012)
- Фіналіст Кубка Шпенглера (2011)
- Переможець молодіжного чемпіонату світу (1992), срібний призер (1991).

Нагороди
- Кавалер ордену Трьох зірок[1].